# 北海道神宮放火事件
北海道神宮放火事件（ほっかいどうじんぐうほうかじけん）とは、1974年11月10日に北海道札幌市中央区で発生した放火事件。なお、有力な遺留品・情報もなかったことから捜査は難航し、1981年に公訴時効を迎えた未解決事件となった。

## 事件の概要
1974年11月10日午後9時40分頃、北海道札幌市中央区にある北海道神宮の本殿から火の手が上がった。神体は何とか持ち出せたものの、本殿・祝詞殿・内拝殿などを全焼させた。
本殿は、伊勢神宮の明治22年（1889年）式年遷宮で造営された外宮正殿を移築した建築物であった。
北海道警察や札幌市消防局の現場検証の結果、境内を囲む金網が切り取られた跡があり、また外拝殿には人がよじ登ったような跡もあった。辺りには火の気はなく、放火の疑いが強くなった。

## 犯行声明
11月12日、北海道新聞宛に「アイヌモシリ」と名乗る者（組織）から犯行声明文が送られてきた。犯行声明文では、今回の放火事件の犯人であることを認め、北海道神宮をカムイ（アイヌの神々）を冒涜するものとして排撃、白老町長襲撃事件の犯人即時釈放を要求していた。
また、犯行声明文には「WSSR（世界ソビエト社会主義共和国）」なる用語が使われていたことから太田竜のアイヌ革命論の影響を受けているものと思われた。しかし、「アイヌモシリ」が個人名なのか組織名なのかも分からず、有力な遺留品もなかったため捜査は難航し、結局未解決事件となっている。

## その後
全焼した北海道神宮は4年後の1978年（昭和53年）に再建され、現在に至る。